# Franchino Gaffurio
Franchino Gaffurio, conosciuto anche come Franchinus [Lanfranchinus] Gaffurius, o Gafori (Lodi, 14 gennaio 1451 – Milano, 24 giugno 1522) è stato un teorico musicale e compositore italiano.
Cantore, insegnante e amministratore, Gaffurio incarnò l'uomo colto del Rinascimento, dedito a numerose attività intellettuali e artistiche.

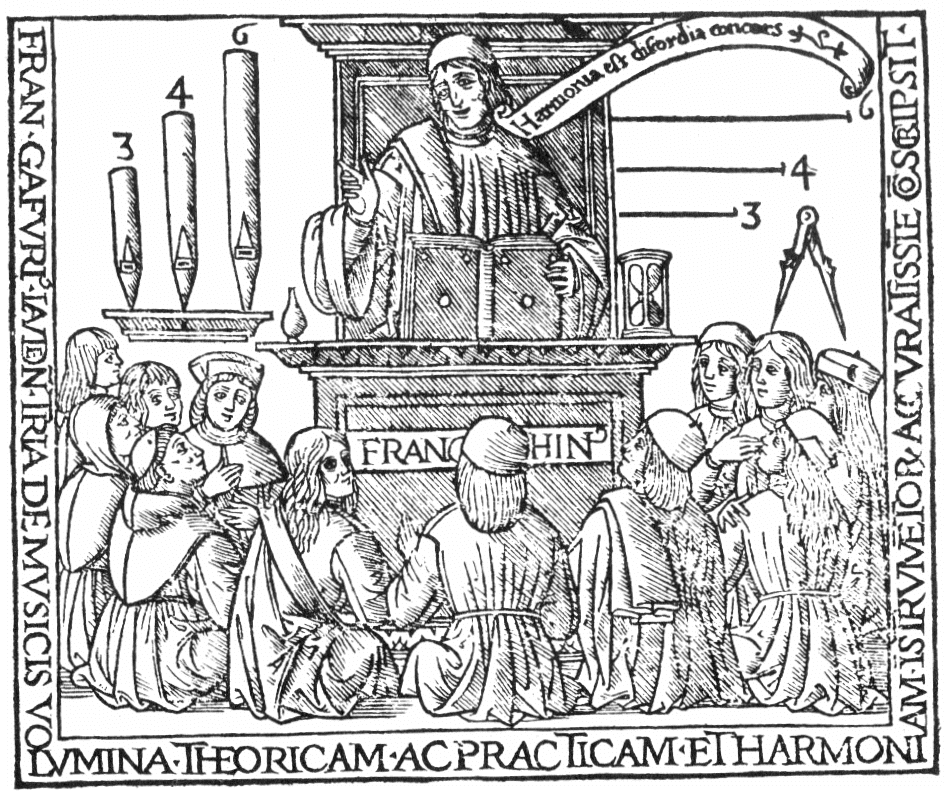
Xilografia di Gaffurius tra dodici studenti nel De Harmonia musicorum instrumentorum (1518).

Umanista eccelso, Gaffurio scrisse una serie di trattati musicali dalla vasta popolarità: trattati che approfondiscono il fenomeno musicale sotto ogni aspetto. Tuttavia, secondo Sardi de Letto, andrebbe in parte rivista la concezione secondo cui influì notevolmente sul pensiero di Gioseffo Zarlino; il suo aspetto conservatore, rispetto allo Spataro, sembra infatti radicarlo più fortemente alla teorica boeziana e alle consuetudini della propria epoca.
Nella Pinacoteca Ambrosiana di Milano si conserva un Ritratto di musico, dipinto da Leonardo da Vinci intorno al 1485, che forse lo raffigura.

## Biografia
Le informazioni sulla vita di Gaffurio sono contenute nella biografia dell'autore lodigiano Pantaleone Malegolo, che ha redatto il testo probabilmente sotto la supervisione di Gaffurio stesso. Franchino Gaffurio nacque a Lodi il 14 gennaio 1451 da Bettino 'di Almenno', paese vicino a Bergamo, e da Caterina Fissiraga di Lodi. Fu avviato sin dall'infanzia alla carriera ecclesiastica nel monastero benedettino di San Pietro in Lodi Vecchio, che lasciò dopo il settembre del 1473; fu ordinato sacerdote nel tardo 1473 o 1474, sotto il vescovo umanista Carlo Pallavicino.
Iniziò lo studio della musica con Johannes Bonadies (o Godendach) probabilmente sempre a Lodi, dove cantò nella cattedrale in occasione dell'Ascensione il 18 maggio 1474. Nello stesso anno, andò a Mantova con il padre e trascorse altri due anni impegnato nello studio. Si trasferì poi a Verona, dove insegnò e parallelamente scrisse il Musice institutionis collocutiones e Flos musice, due trattati entrambi perduti, proseguendo i suoi studi.
Fu chiamato a Genova dal doge Prospero Adorno nel 1477 e, dopo aver insegnato per un anno, nel novembre 1478 seguì Adorno in esilio a Napoli; lì si dedicò alla musica speculativa, sostenendo disquisizioni teoriche con il compositore fiammingo Johannes Tinctoris e altri, e dando alle stampe la sua prima importante pubblicazione, il Theoricum opus musicae disciplinae (1480).
La peste e l'invasione turca della Puglia lo indussero ad accettare l'invito di Carlo Pallavicino di tornare a Lodi; visse nel castello del prelato, a Monticelli d'Ongina (in territorio cremonese), dal 1480 al 1483, insegnando e scrivendo la prima parte del Practica musicae.

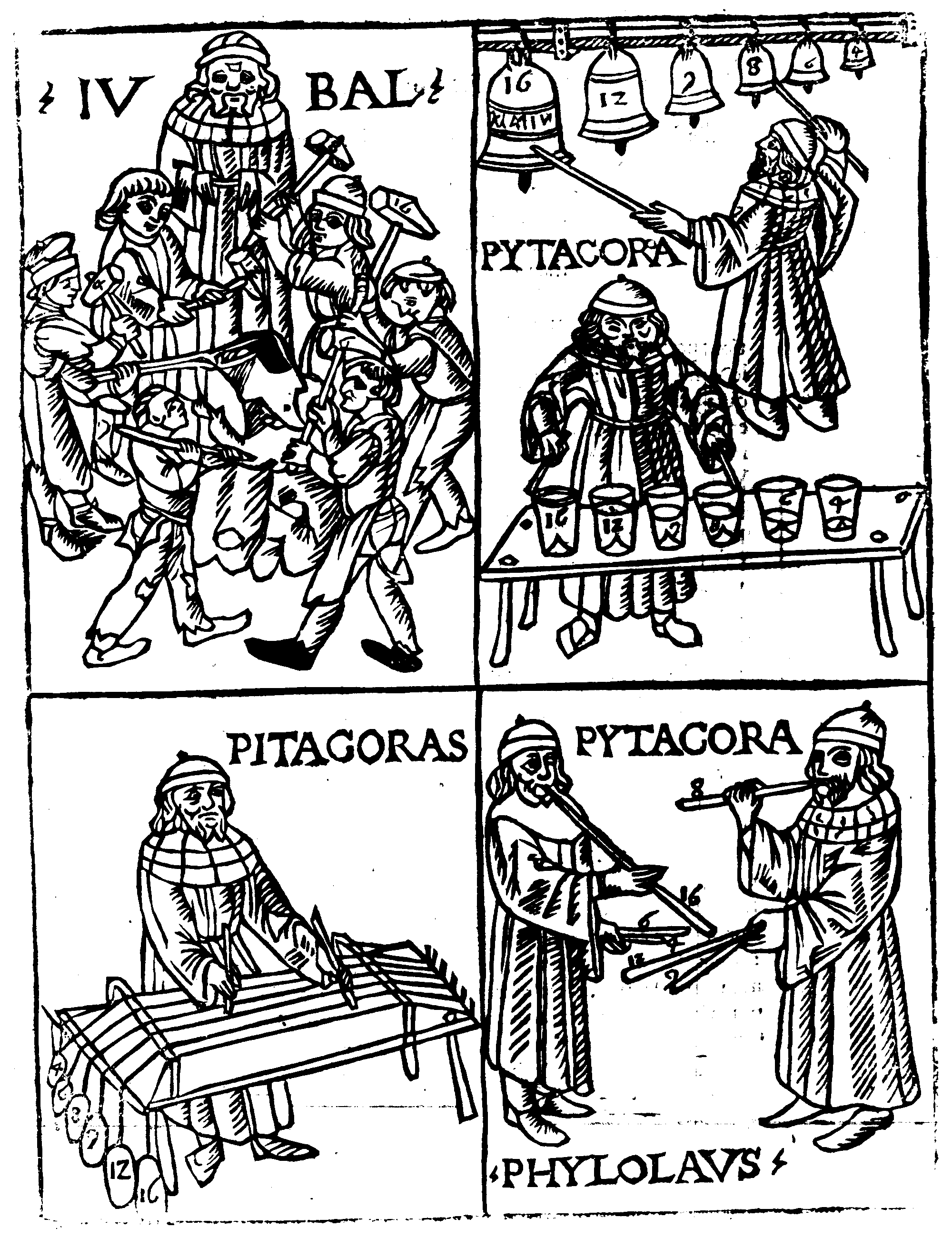
Una pagina del suo libro Theorica musicae

Dal 19 maggio al 27 ottobre 1483 fu a Bergamo, dove ricoprì l'incarico di maestro di cappella presso la Basilica di Santa Maria Maggiore (Bergamo), ma lasciò il posto a causa della guerra di Ferrara. Il 22 gennaio 1484 fu nominato magister della Cappella Musicale del Duomo di Milano, dove rimase per quasi quarant'anni, fino alla morte, dando prova di «bona prudentia ac solicitudo». A Milano pubblicò le revisioni dei suoi trattati Theorica musicae (1492) e Practica musice (1496). Nel duomo insegnò e apportò alcune importanti riforme al coro, imponendo una severa disciplina che prevedeva multe per chi mancava alle prove; riorganizzò la schola puerorum con la selezione dei piccoli cantori per i quali predispose sia la preparazione musicale sia quella grammaticale.
Per il lungo e intenso impegno profusi, Gaffurio è considerato il vero fondatore del coro del Duomo, di cui accrebbe considerevolmente il repertorio, la disciplina e il prestigio, tanto che nel 1492 Ludovico il Moro lo volle a corte come primo cantore, con compiti prevalentemente di insegnante.
Franchino Gaffurio morì a Milano nel 1522 e fu sepolto nella chiesa di San Marcellino a Porta Comasina, di cui era rettore, in un sarcofago che fu realizzato dallo scultore Agostino Busti.

## Pensiero
Gaffurio incarnò l'ideale umanistico dello studioso dedito a numerose arti e discipline, ma i suoi contributi più influenti e celebri rimangono i trattati Theorica musicae e Practica musicae. Dotato di ricca e vasta cultura, sin dalla sua prima formazione Gaffurio acquistò, studiò e trascrisse molti trattati dell'epoca, sia di autori famosi che anonimi, o opere del tutto sconosciute; tali letture si riflessero ampiamente nei suoi scritti, che mostrano la sua approfondita conoscenza delle teorie di Severino Boezio, Johannes Tinctoris, Johannes de Muris, Philippe de Vitry, Guillaume Dufay, Marchetto da Padova etc.

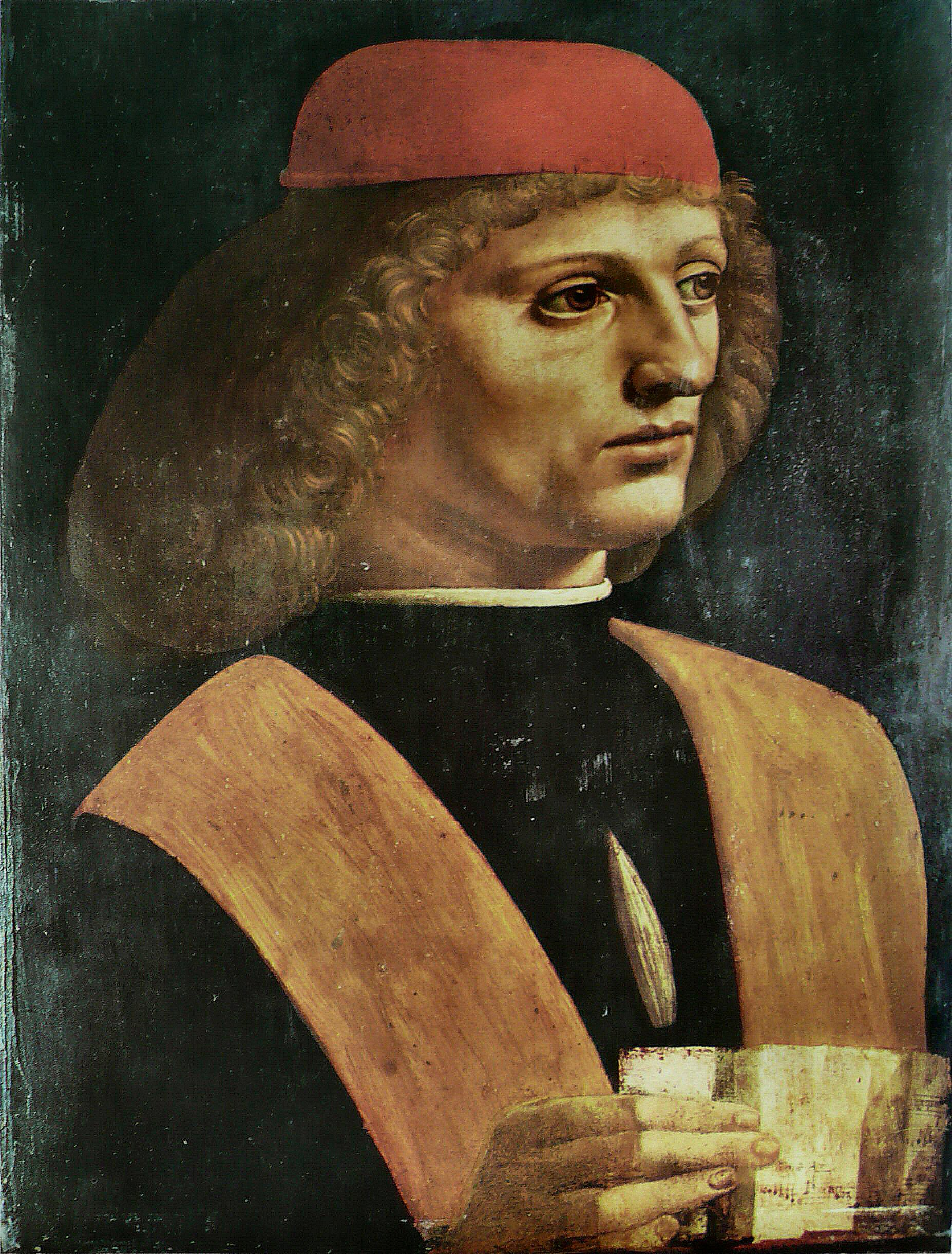
Leonardo da Vinci, Ritratto di musico eseguito nel 1485 ca. (Milano, Pinacoteca Ambrosiana). Tra le varie attribuzioni avanzate circa l'identità dell'uomo raffigurato (la mano che regge il foglio di musica è un'aggiunta successiva), sono stati ipotizzati i nomi di Franchino Gaffurio, Josquin des Prez e Atalante Migliorotti, allievo e amico di Leonardo, e suonatore di lira da braccio; altrimenti del genero del Moro, Galeazzo Sanseverino.

Riprendendo la tradizione medievale risalente al De institutione musica di Severino Boezio, Gaffurio sviluppò una sorta di "filosofia della musica" in cui l'arte dei suoni veniva assimilata alla scienza dei numeri e trattata in base a proporzioni matematiche, raccordandosi in tal modo alla tradizione pitagorica e neoplatonica che considerava l'armonia dei suoni come il risultato di precisi rapporti numerici. La musica dunque non era più e solo un'arte pratica, ma anche una disciplina speculativa le cui leggi erano simili a quelle che regolavano il moto dei corpi celesti.
Le due opere di Gaffurio, in particolare il Practica musicae, ebbero grande diffusione e insieme contribuirono allo sviluppo di rigorose indagini filosofiche e scientifiche intorno alla musica.
All'epoca, tuttavia, per affermare le proprie idee musicali dovette affrontare una dura controversia con i teorici bolognesi che sostenevano invece le teorie dello spagnolo Bartolomé Ramos de Pareja. Nel 1491 Giovanni Spataro lo criticò aspramente nella sua Bartolomei Ramis honesta defensio in Nicolai Burtii parmensis opusculum, cui Gaffurio rispose con altrettanta durezza nel 1520 con l'Apologia Franchini Gafurii musici adversus Ioannem Spatarium et complices musicos Bononienses. Spataro gli replicò l'anno successivo con una Dilucide et probatissime demonstratione de maestro Zoanne Spatario musico bolognese contra certe frivole et vane excusatione da Franchino Gafurio (maestro de li errori) in lude aducte, ma qui la polemica s'interruppe per la scomparsa di un contendente.

## Omaggi
- A Lodi, sua città natale, nel 1917 venne fondata dal compositore Giovanni Spezzaferri la Scuola musicale Gaffurio di Lodi, poi Civico istituto musicale Franchino Gaffurio, che oggi prosegue la propria attività sotto il nome di Accademia di musica e danza Franchino Gaffurio.[6] La scuola è gestita dall'omonima Associazione musicale, che ha come fine statutario «la diffusione dell'interesse per tali arti (musica e danza) in tutte le loro espressioni».[7]

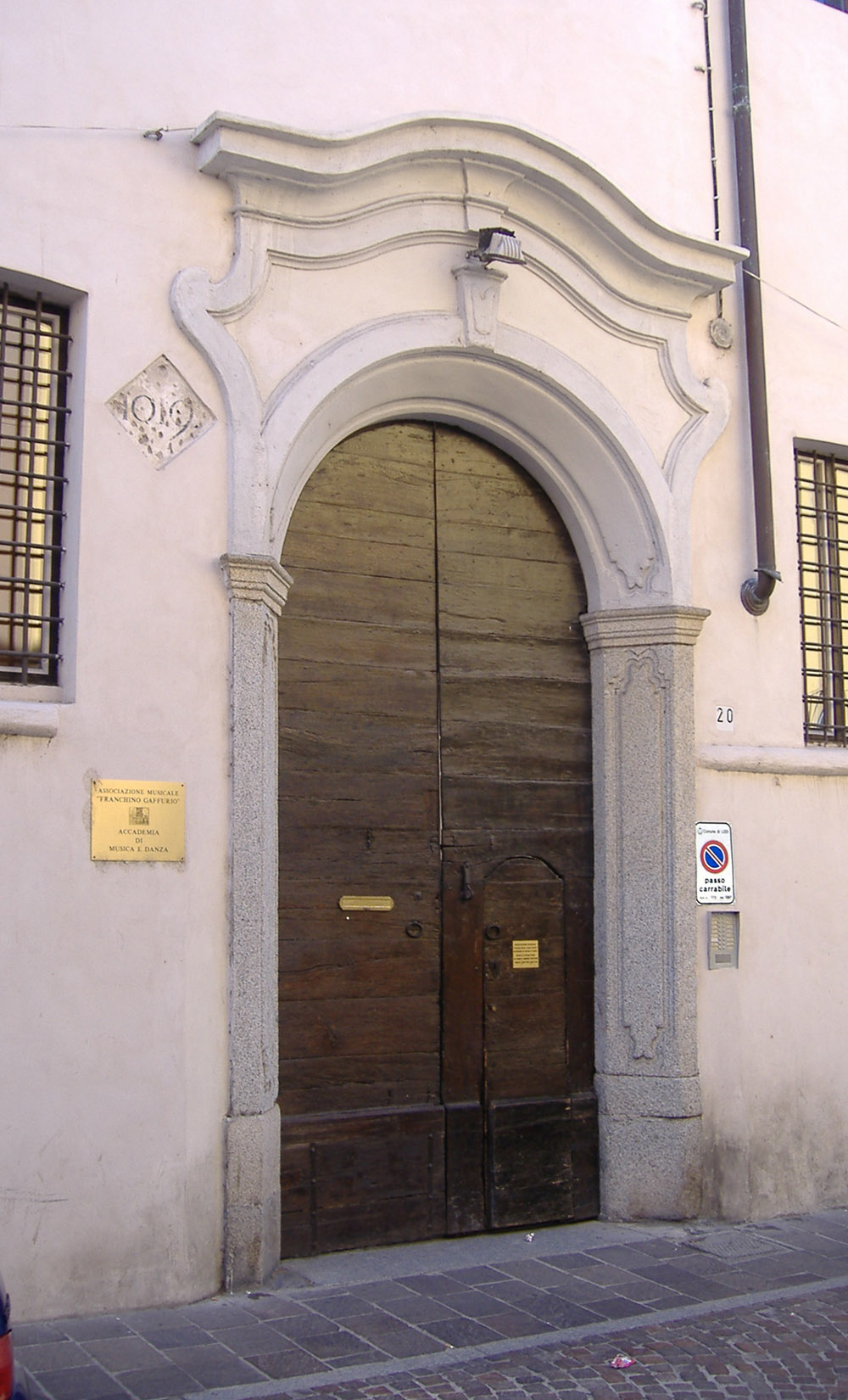
Il portale d'ingresso della sede dell'Associazione musicale Franchino Gaffurio a Lodi

- Dal 1983, nella chiesa parrocchiale di Quartiano di Mulazzano in provincia di Lodi si svolge ogni anno –  sotto la direzione artistica di Giovanni Acciai – il Concorso corale di esecuzione polifonica dedicato a Gaffurio. Il concorso persegue fra i suoi scopi prioritari la riscoperta e la diffusione dell'operato e della musica di Gaffurio, anche con l'esecuzione di brani obbligati (Gran premio Franchino Gaffurio).[8]

- Al nome del maestro lodigiano è intitolato il Coro Polifonico Franchino Gaffurio di Ostia Lido, fondato nel 1985 da Luciano Luciani.[9]

- A Milano è stata dedicata a Gaffurio una strada nella zona della stazione centrale.

## Trattati
- Extractus parvus musice Franchini Gafurii, ca. 1474
- Tractatus brevis cantus plani, ca. 1474 [inedita, conservata presso la Bibl. del Conservatorio Arrigo Boito di Parma, Mss., 1158[10]]
- Musicae institutionis collocutiones, 1476 [oggi perduto]
- Flos musicae, 1476 [oggi perduto]
- Clarissimi ac praestantissimi musici Franchini Gaffori laudensis Theoricum opus musice discipline, ad reverendissimum in Christo patrem dominum Johannem Arcimboldum cardinalem novariensem. Neapolis, per magistrum Franciscum di Dino florentinum, anno domini 1480 die octavo octobris. Il trattato fu ripubblicato con dedica a Ludovico il Moro nel 1492: Theorica musice. Mediolani, per Magistrum Philippum Mantegatium dictum Cassanum opera et impensa Joannis Petri de Lomatio, 1492 die XV decembris [rist. fotomecc.: Bologna, Forni, 1969].
- Practica musice Franchini Gafori laudensis (quatuor libris), Mediolani, opera et impensa Joannispetri de Lomatio per Guillermum Signerre Rothomagensem, 1496 die ultimo Septembris [rist. fotomecc.: Bologna, Forni, 1972]. A quest'edizione milanese fecero immediatamente seguito quelle bresciane del 1497 (Musice utriusque cantus practica eccellentis Franchini Gaffori laudensis, libris quatuor modulatissima, Brixiae, opera et impensa Angeli Britannici, 1497 nono kalen. octobris), del 1502 (Practica musicae utriusque cantus eccellentis Franchini Gaffori laudensis, quatuor libris modulatissima, Brixiae, per Bernardinum Misintam de Papia sumptu et impensa Angeli Britannici, 1502 idibus sextilibus) e del 1508, nonché quella veneziana del 1512 (...modulatissima summaque diligentia novissime impressa Venetiis, multisque erroribus expurgata per Augustinum de Zannis de Portesio bibliopolam accuratissimum, 1512 die XXVII Iulii).
- De harmonia musicorum instrumentorum opus. Mediolanum. Gotardum Pontanum calcographum, 1500. Ripubblicato nel 1518 (Franchini Gafurii laudensis regii musici publice profitensis, Delubrique Mediolanensis phonasci, de harmonia musicorum instrumentorum opus. Impressum Mediolani, per Gotardum Pontanum calcographum, die XXVI Novembris, 1518) e nel 1520 a Torino, da Agostino da Vimercate.
- Angelicum ac divinum opus musice Franchini Gafurii laudensis regii musici, ecclesieque Mediolanensis phonasci, materna lingua scriptum. Impressum Mediolani, per Gotardum de ponte, 1508 die sextadecima septembris.
- Apologia Franchini Gafurii musici adversus Ioannem Spatarium et complices musicos Bononienses. Impressum Taurini, per magistrum Augustinum de Vicomercato, 1520 die XX aprilis.

## Composizioni
Gaffurio fu un compositore fecondo, specialmente nello stile dei maestri fiamminghi. A noi sono pervenuti 11 magnificat, 37 mottetti e 15 messe, che sono conservati in alcuni codici dell'archivio capitolare milanese, oltre a madrigali e altre opere. Le sue composizioni non denotano un approfondimento della tecnica polifonica, ma un tentativo di semplificazione.